# 茱莉亞·格羅索
茱莉亞·安潔拉·格羅索（英語/葡萄牙語：Julia Angela Grosso；2000年8月29日—）是一名加拿大職業女子足球運動員，司職中場，現效力國家女子足球聯賽球隊芝加哥之星和加拿大國家隊。

## 生平

### 俱樂部生涯
2021年12月，在大學聯賽生涯結束後不久，格羅索和尤文圖斯簽下一年合約。

### 國家隊生涯
2017年11月，格羅索第一次入選加拿大成年國家隊。11月12日，格羅索在客場挑戰美國女足的比賽中第一次為成年隊上陣。
2018年，格羅索隨加拿大女足參加阿爾加維盃。
2019年5月，格羅索隨加拿大女足出戰2019年世界盃。
2021年，格羅索隨加拿大女足出戰2020年東京奧運。在8月6日的總決賽中，加拿大和瑞典鏖戰120分不分勝負，比賽進入點球大戰，格羅索在點球大戰中為加拿大攻入奠定勝局的一球。